# Bahr Jusuf
Bahr Jusuf (arab. ‏بحر يوسف‎, Baḩr Yūsuf, pol. „Kanał Józefa”) – kanał w Egipcie, łączący Nil z oazą Fajum.

## Położenie
Kanał położony jest w północnej części Egiptu, po zachodniej stronie Nilu, na Pustyni Libijskiej, w odległości około 100 km na południe od Kairu. Teren odwadniany przez kanał jest jednym z najżyźniejszych rolniczo regionów w Egipcie.

## Historia
Około 70 000 lat temu, na skutek zalania zagłębienia tektonicznego przez wody Nilu, w okolicach dzisiejszego Fajum, powstało jezioro Karun. Zbiornik zasilany był wodami niewielkiej lewobrzeżnej odnogi Nilu. Projekt kanału, powstał w oparciu o naturalny ciek wodny w okresie panowania faraona Sesostrisa II. Kazał on zagospodarować obszar dzisiejszego Fajum. W okresie Starego Państwa był to jedynie bagienny teren. Obwarowano wówczas jezioro potężnymi wałami ziemnymi, utworzono tamy, pogłębiono i poszerzono rzekę je zasilającą. Działania Sesostrisa II kontynuował Amenemhat III, który nakazał wykonać system kanałów nawadniających wokół oazy Fajum.